# 滋賀県立長浜北星高等養護学校
滋賀県立長浜北星高等養護学校（しがけんりつ ながはまほくせいこうとうようごがっこう）は、滋賀県長浜市の中心街にある高等部のみの特別支援学校。長浜北星高等学校の敷地内にある。

## 概要
2006年4月、県内初の高等養護学校として開校。当初は滋賀県立長浜高等学校と同じ敷地内に設置された。2016年4月に長浜北星高等学校の校地へ移転し、校名を「長浜北星高等養護学校」に改称。
学科はしごと総合科を設置し、募集定員は16名（1クラス8名・各学年2クラス）となっている。
入学式や卒業式、体育祭などの行事は長浜北星高等学校の生徒と合同で実施している。

## 生徒数
- 46名（令和5年度）[2]
- 44名（令和6年度）

## 部活動
本校生徒のみで活動
- 華道部
- 陶芸部
- ソフトボール部
- バスケットボール部

長浜北星高校と一緒に活動
- 陸上競技部
- 美術部
- 卓球部

## 歴代校長
- 初代校長 中野正堂（県立長浜高等学校第13代校長が兼務）
- 第2代校長 岩崎陽子（県立長浜高等学校第14代校長が兼務）
- 第3代校長 松井善和（県立長浜高等学校第15代校長が兼務）
- 第4代校長 堤須賀彦（県立長浜高等学校第16代校長が兼務）
- 第5代校長 丸岡修三（県立長浜高等学校第17代校長が兼務）
- 第6代校長 杉澤和雄（県立長浜北星高等学校長が兼務）
- 第7代校長 中川孝子（県立長浜北星高等学校長が兼務）
- 第8代校長 中澤成行（県立長浜北星高等学校長が兼務）

## 主な卒業生
- 木下佑輝（2012年ロンドンパラリンピック卓球日本代表）[5]